# Gor Malak'yan
Gor Šavarši Malak’yan (in armeno Գոռ Շավարշի Մալաքյան?, in russo Гор Шава́ршевич Малакя́н?, Gor Šavarševič Malakjan; Erevan, 12 giugno 1994) è un calciatore armeno, centrocampista dell'Ararat.

## Biografia
È fratello minore di Ēdgar Malak'yan, spesso compagno di squadra durante la sua carriera.

## Carriera

### Club
Nella stagione 2012-2013 ha giocato 29 partite in campionato prima di subire un intervento all'inguine restando fuori dai campi dal 2 marzo 2013 al 15 giugno 2013. Con il Pyunik, nella stessa annata, ha giocato anche una partita di qualificazione all'UEFA Europa League.

### Nazionale
L'11 agosto 2013 ha debuttato con la Nazionale Under-21 nella partita di qualificazione agli Europei di categoria del 2015 vinta per 1-0 in trasferta contro il Kazakistan.

## Palmarès

### Club

#### Competizioni nazionali
- Coppa d'Armenia: 2

Pyunik: 2012-2013, 2013-2014
- Supercoppa d'Armenia: 2

Pyunik: 2011
Ararat-Armenia: 2019
- Campionato armeno: 2

Arart-Armenia: 2018-2019, 2019-2020